# Jean-François-Joseph de Rochechouard de Faudoas
Jean-François-Joseph de Rochechouard de Faudoas, francoski rimskokatoliški duhovnik, škof in kardinal, * 28. januar 1708, Toulouse, † 20. marec 1777.

## Življenjepis
25. junija 1741 je bil imenovan za škofa Laona; 18. septembra je bil potrjen in 15. oktobra 1741 je prejel škofovsko posvečenje.
23. novembra 1761 je bil povzdignjen v kardinala in 25. januarja 1762 je bil ustoličen kot kardinal-duhovnik S. Eusebio.